# Dieceza de Kaposvár

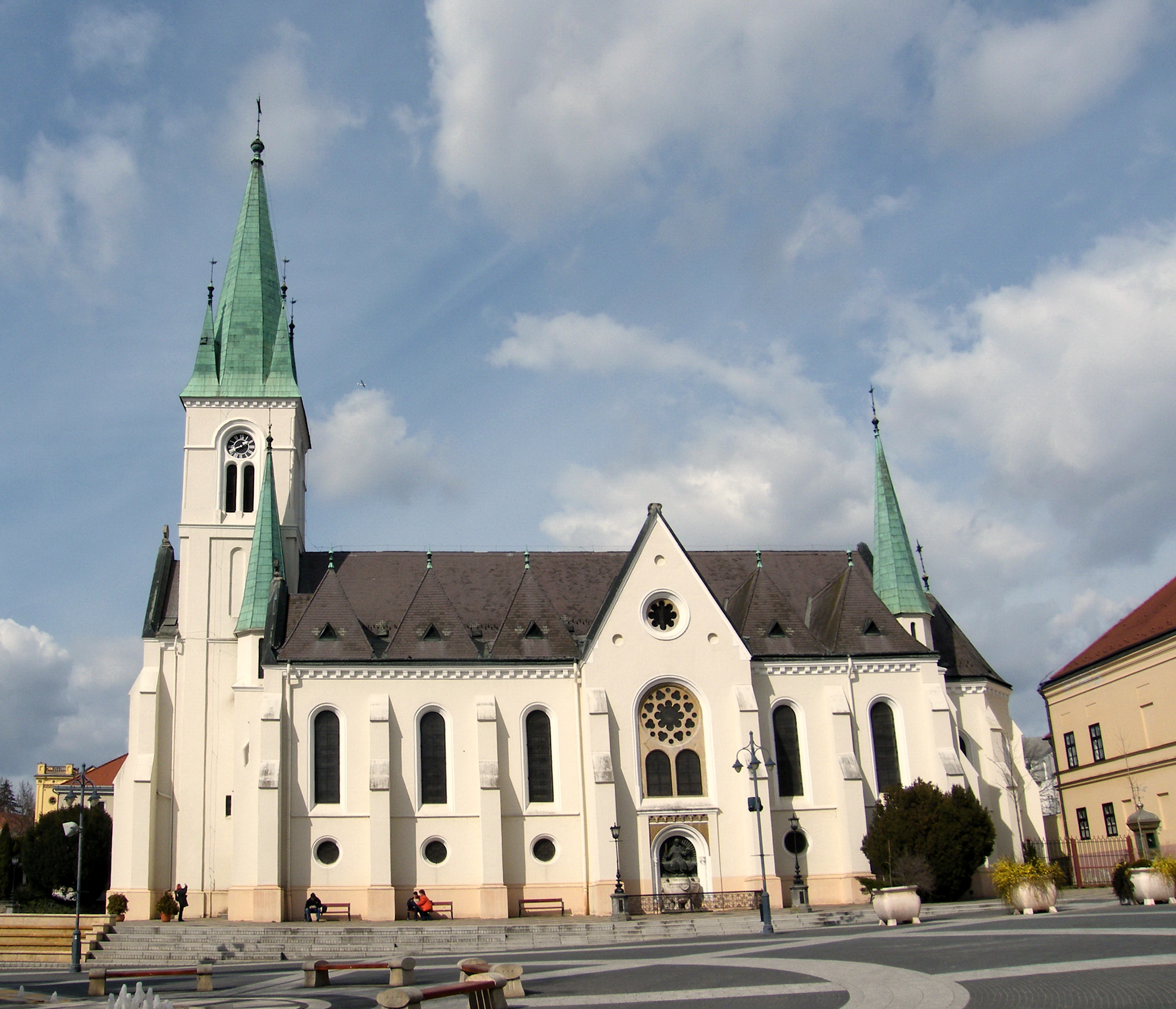
Catedrala din Kaposvár

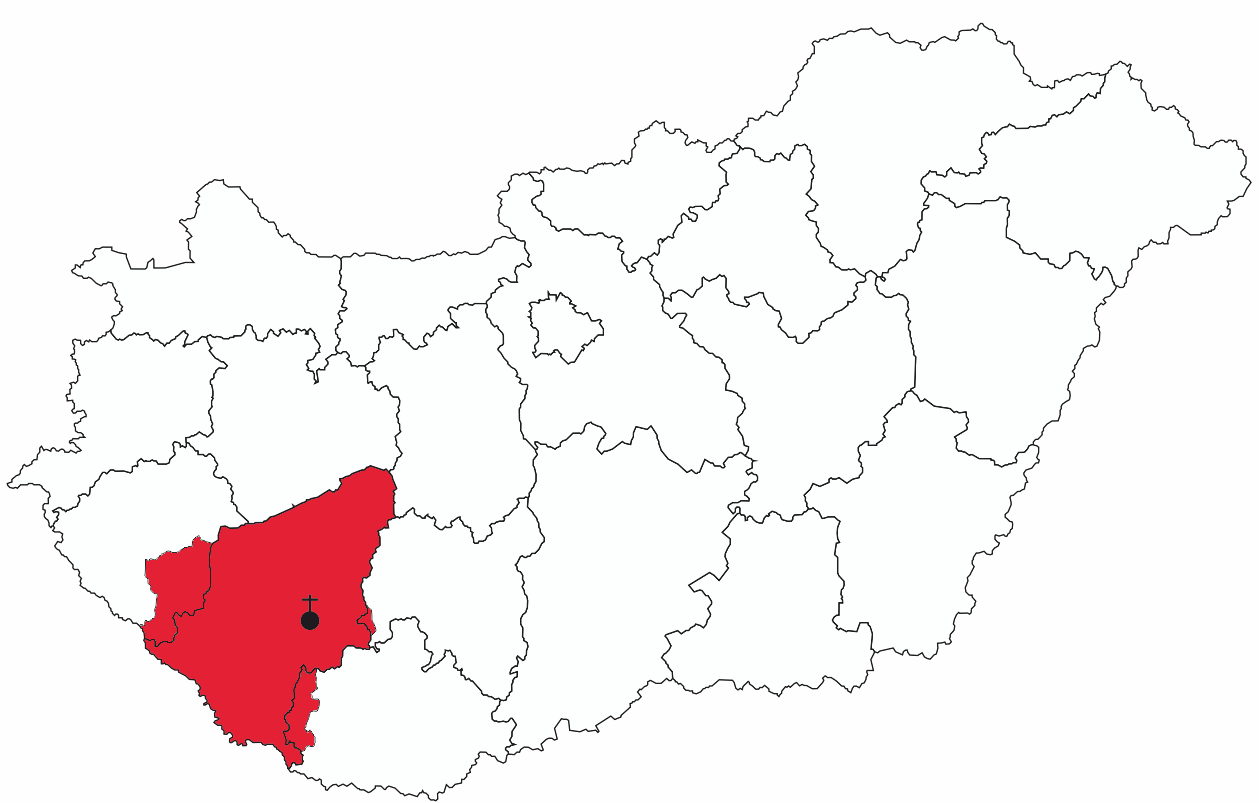
Localizarea jurisdicţiei diecezei pe harta Ungariei

Dieceza romano-catolică de Kaposvár (în latină Dioecesis Kaposvarensis) este una dintre cele douăsprezece episcopii ale Bisericii Romano-Catolice din Ungaria, cu sediul în orașul Kaposvár. Aceasta se află în provincia mitropolitană a Arhidiecezei de Veszprém.

## Istoric
Istoria episcopiei este relativ recentă. A fost fondată în anul 1993, teritoriul ei fiind luat dintr-o parte a Arhidiecezei de Veszprém, pentru o mai bună administrare a Bisericii.
1. 1 2  GCatholic.org